# 宮崎県道24号高鍋高岡線
宮崎県道24号高鍋高岡線（みやざきけんどう24ごう たかなべたかおかせん）は、宮崎県児湯郡高鍋町から宮崎市に至る県道（主要地方道）である。

## 概要
児湯郡高鍋町大字北高鍋から宮崎市高岡町五町に至る。

### 路線データ
- 起点：児湯郡高鍋町[注釈 1][1]大字北高鍋（菖蒲池交差点、国道10号交点、宮崎県道311号高鍋停車場線終点）
- 終点：宮崎市高岡町[注釈 2][1]五町（宮崎市五町交差点。宮崎県道28号日南高岡線終点、宮崎県道359号赤谷橋山線交点）
- 総延長：36.4 km

## 歴史
- 1954年（昭和29年）11月5日 - 宮崎県告示第453号[1]により路線認定される。
- 1993年（平成5年）5月11日 - 建設省から、県道高鍋高岡線が高鍋高岡線として主要地方道に指定される[2]。

## 路線状況

### 重複区間
- 宮崎県道325号福王寺佐土原線（西都市大字下三財）
- 宮崎県道363号綾宮崎自転車道線（西都市大字本庄 - 西都市大字田尻）

### 道路施設

#### 橋梁
| - 奥の下橋（宮田川、児湯郡高鍋町） - 山角橋（一ツ瀬川、西都市） - 桜川橋（桜川、西都市） - 三宅橋（山路川、西都市） - 平郡橋（三納川、西都市） | - 八双田橋（八双田川、西都市） - 岩崎橋（三財川、西都市） - 三名橋（深年川、東諸県郡国富町） - 本庄橋（本庄川、東諸県郡国富町） - 紫手橋（飯田川、宮崎市） |

#### トンネル
- 本庄トンネル：延長396 m、2000年（平成12年）竣工、東諸県郡国富町

## 地理

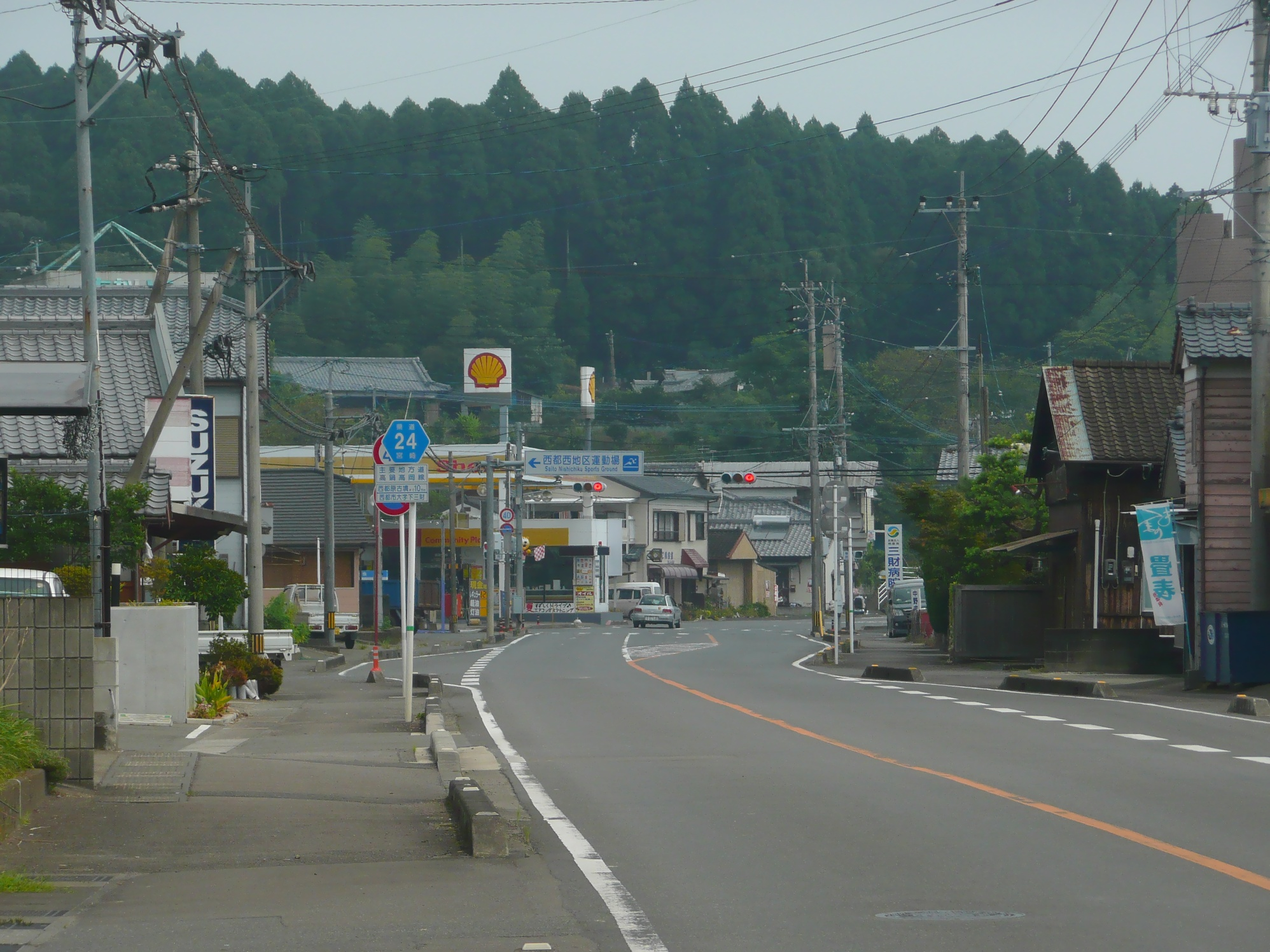
西都市下三財

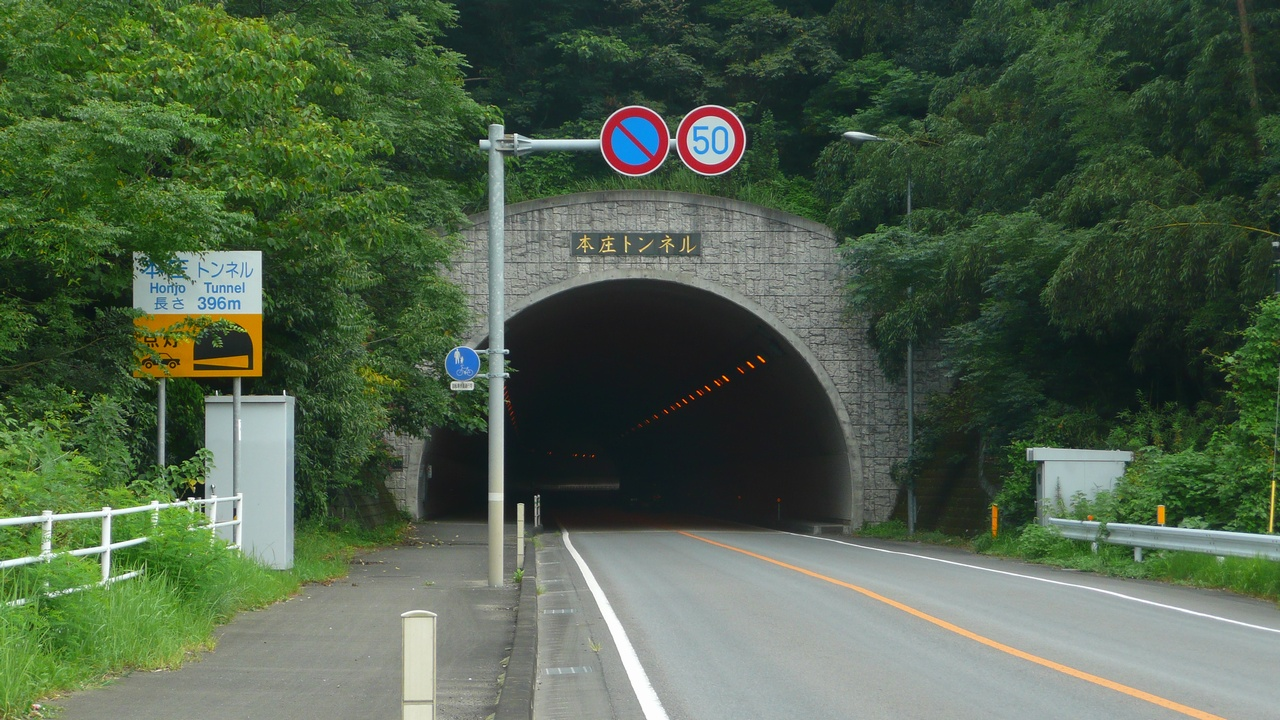
本庄トンネル（東諸県郡国富町本庄）

### 通過する自治体
- 児湯郡高鍋町
- 児湯郡新富町
- 西都市
- 東諸県郡国富町
- 宮崎市

### 交差する道路
| 交差する道路                                      | 市町村名 | 市町村名 | 交差する場所 | 交差する場所       |
| ------------------------------------------------- | -------- | -------- | ------------ | ------------------ |
| 国道10号 / 高鍋バイパス 宮崎県道311号高鍋停車場線 | 児湯郡   | 高鍋町   | 大字北高鍋   | 高鍋町菖蒲池交差点 |
| 宮崎県道304号木城高鍋線                           | 児湯郡   | 高鍋町   | 大字北高鍋   | 高鍋町旭通交差点   |
| 宮崎県道313号杉安高鍋線                           | 児湯郡   | 高鍋町   | 大字上江     | 高鍋町黒谷交差点   |
| 宮崎県道44号宮崎高鍋線                            | 児湯郡   | 高鍋町   | 大字南高鍋   |                    |
| 宮崎県道309号川床日向新富停車場線                 | 児湯郡   | 新富町   | 大字新田     | 新富町川床交差点   |
| 宮崎県道312号木城西都線                           | 児湯郡   | 新富町   | 大字新田     | 大口川交差点       |
| 国道219号                                         | 西都市   | 西都市   | 中妻1丁目    | 中妻交差点         |
| ひむか神話街道 / 米良街道                         | 西都市   | 西都市   | 御舟町2丁目  | 御舟町交差点       |
| 宮崎県道318号西都原古墳線                         | 西都市   | 西都市   | 聖陵町1丁目  | 聖陵町交差点       |
| 宮崎県道324号札の元佐土原線                       | 西都市   | 西都市   | 大字平郡     | 宮の下交差点       |
| 宮崎県道319号寒川下三財線                         | 西都市   | 西都市   | 大字下三財   | 戸敷交差点         |
| 宮崎県道320号下三財都於郡町線                     | 西都市   | 西都市   | 大字下三財   | 亀塚交差点         |
| 宮崎県道325号福王寺佐土原線 重複区間起点          | 西都市   | 西都市   | 大字下三財   |                    |
| 宮崎県道325号福王寺佐土原線 重複区間終点          | 西都市   | 西都市   | 大字下三財   | 岩崎交差点         |
| 宮崎県道18号荒武新富線                            | 西都市   | 西都市   | 大字荒武     | 茶屋交差点         |
| 宮崎県道355号旭村木脇線                           | 東諸県郡 | 国富町   | 大字三名     | 国富町三名交差点   |
| 宮崎県道26号宮崎須木線                            | 東諸県郡 | 国富町   | 大字本庄     | [ 注釈 3 ]         |
| 宮崎県道363号綾宮崎自転車道線 重複区間起点        | 東諸県郡 | 国富町   | 大字本庄     |                    |
| 宮崎県道363号綾宮崎自転車道線 重複区間終点        | 東諸県郡 | 国富町   | 大字田尻     |                    |
| 宮崎県道17号南俣宮崎線                            | 東諸県郡 | 国富町   | 大字田尻     | 国富町嵐田交差点   |
| 国道10号 / 高岡バイパス                           | 宮崎市   | 宮崎市   | 高岡町飯田   |                    |
| 宮崎県道28号日南高岡線 宮崎県道359号赤谷橋山線    | 宮崎市   | 宮崎市   | 高岡町五町   | 宮崎市五町交差点   |

### 交差する河川
| - 塩田川 - 宮田川（奥の下橋） - 湯風呂川 - 三財原川 - 鬼付女川 - 一ツ瀬川（山角橋） - 桜川（桜川橋） - 鳥子川 - 山路川（三宅橋） - 島田川 | - 三納川（平郡橋） - 八双田川（八双田橋） - 三財川（岩崎橋） - 観音寺川 - 川原川 - 宮本川 - 深年川（三名橋） - 本庄川（本庄橋） - 飯田川（紫手橋） |

### 沿線
| 児湯郡高鍋町 - 高鍋町立高鍋東小学校 - 高鍋町立高鍋東中学校 - 高鍋郵便局 - 宮崎県立高鍋農業高等学校 - 舞鶴公園（高鍋城址） - 高鍋町美術館 西都市 - 西都市役所 - 西都市立妻南小学校 - 西都市立都於郡小学校山田分校（2021年3月休校、2022年3月閉校） - 西都市立妻中学校 - 西都市消防本部 - 西都市民体育館 - 西都市浄化センター - 宮崎県西都総合庁舎 - 三財郵便局 | 東諸県郡国富町 - 国富町役場 - 国富町立図書館 - 国富町立本庄小学校 - 宮崎県立本庄高等学校 - 宮崎市北消防署西部出張所 - 三名簡易郵便局 宮崎市 - 宮崎市立高岡中学校 - 国土交通省宮崎河川国道事務所高岡出張所 - 高岡郵便局 |